# Clásico paranaense
El Clásico Paranaense, es la denominación que se le da al partido de fútbol más importante de la ciudad de Paraná en el que se enfrentan Patronato y Atlético Paraná.
Cabe aclarar que la mención de Clásico Paranaense puede hacer referencia también al partido que se disputa entre cualquiera de los clubes mencionados y el Club Atlético Belgrano o entre Sportivo Urquiza y el club Peñarol, pertenecientes también a la Liga Paranaense de Fútbol.
De todas estas, la rivalidad entre Belgrano y Atlético, es considerada como el "Clásico Paranaense Histórico", ya que ambos son los clubes más antiguos de la ciudad, mientras que el enfrentamiento entre Atlético y Patronato, es considerado como el "Clásico más convocante" o "Superclásico Paranaense", por haber sido los dos primeros clubes de la ciudad en hacer trascender el duelo a nivel nacional, a la vez de ser considerados los dos clubes más importantes en cuanto a convocatoria.
Por otra parte, el enfrentamiento entre Belgrano y Patronato también es considerado como un clásico, debido a la influencia de ambos clubes en el ámbito paranaense, más allá de la rivalidad compartida con Atlético.
Por último, otro clásico también surgido de la ciudad de Paraná, pero con motes autoimpuestos por sus hinchas como "El Clásico Popular" o "El Clásico más convocante", es el duelo que enfrenta al Club Sportivo Urquiza contra el Club Atlético Peñarol de Paraná, aunque este duelo no presentó episodios a nivel nacional.

## Clásicos en torneos a nivel nacional
Se ha disputado numerosos partidos por la Liga Paranense de Fútbol y solo algunos en el marco de un torneo a nivel nacional, ya que a lo largo de la historia se han encontrado compitiendo en distintas categorías. Siendo en la temporada 2002/03 del Torneo Argentino B la primera vez que se enfrenta a nivel nacional, así también se midieron en la temporada 2003/04 y 2005/06 de mencionado torneo. Con el ascenso del equipo decano conseguido el 7 de diciembre de 2014, se reeditó uno de los clásicos más apasionantes y convocantes de la Ciudad. El 28 de junio de 2015, por la fecha 21 del Torneo Nacional, Patronato venció a Atlético Paraná por 2-0 en condición de visitante.

### Historial
| Torneo Argentino B 2002/03; 27 de octubre de 2002 | Club Atlético Paraná | 1:2 | Club Atlético Patronato | Estadio Pedro Mutio, Paraná |  |

| Torneo Argentino B 2002/03; 1 de diciembre de 2002 | Club Atlético Patronato | 1:0 | Club Atlético Paraná | Prebistero Bartolomé Grella, Paraná |  |

| Torneo Argentino B 2003/04; 29 de febrero de 2004 | Club Atlético Paraná | 1:1 | Club Atlético Patronato | Estadio Pedro Mutio, Paraná |  |

| Torneo Argentino B 2003/04; 8 de febrero de 2004 | Club Atlético Patronato | 1:1 | Club Atlético Paraná | Prebistero Bartolomé Grella, Paraná |  |
|                                                  |                         |     |                      | Asistencia: Sin espectadores        |  |

| Torneo Argentino B 2005/06 (Apertura 2005); 11 de septiembre de 2005 | Club Atlético Patronato | 0:0 | Club Atlético Paraná | Prebistero Bartolomé Grella, Paraná |  |
|                                                                      |                         |     |                      | Asistencia: Sin espectadores        |  |

| Torneo Argentino B 2005/06 (Apertura 2005); 30 de octubre de 2005 | Club Atlético Paraná | 0:1 | Club Atlético Patronato | Estadio Pedro Mutio, Paraná |  |

| Torneo Argentino B 2005/06 (Clausura 2006); 22 de enero de 2006 | Club Atlético Paraná | 0:0 | Club Atlético Patronato | Estadio Pedro Mutio, Paraná |  |

| Torneo Argentino B 2005/06 (Clausura 2006); 12 de marzo de 2006 | Club Atlético Patronato         | 2:2 | Club Atlético Paraná           | Prebistero Bartolomé Grella, Paraná |  |
|                                                                 | Augusto Prono · Edgardo Brittes |     | Ariel González · Daniel Barcos |                                     |  |

| Primera B Nacional 2015; 28 de junio de 2015 | Club Atlético Paraná | 0:2 | Club Atlético Patronato                                      | Estadio Pedro Mutio, Paraná |                          |
|                                              |                      |     | 58' Marcos Quiroga · 88' Diego Martínez · 89' Walter Andrade | Árbitro(s): Saúl Laverni    | Árbitro(s): Saúl Laverni |

| Primera B Nacional 2015; 14 de noviembre de 2015 | Club Atlético Patronato                 | 2:1 | Club Atlético Paraná | Prebistero Bartolomé Grella, Paraná |                          |
|                                                  | 13' Matias Quiroga · 45' Matias Quiroga |     | 36' Martin Galli     | Árbitro(s): Jorge Baliño            | Árbitro(s): Jorge Baliño |

### Estadísticas
| Estadísticas  | Atl. Paraná | Patronato |   |
| ------------- | ----------- | --------- | - |
| Ganados       | 0           | 5         |   |
| Empates       | 5           | 5         | 5 |
| Goles a Favor | 6           | 12        |   |

## Clásicos en la Liga Paranaense
El clásico dentro del marco de la Liga Parananese se ha disputado de manera oficial desde el año 1942, aunque en las últimas décadas ha perdido un poco de relevancia.

### Últimos enfrentamientos
| Liga Paranaense Torneo 2012; 28 de mayo de 2012 | Club Atlético Paraná | 1:0 | Club Atlético Patronato | Club Don Bosco, Paraná |  |

| Liga Paranaense Torneo 2012; 11 de agosto de 2012 | Club Atlético Patronato | 2:2 | Club Atlético Paraná | Club Don Bosco, Paraná |  |

| Liga Paranaense Apertura 2013; 5 de julio de 2013 | Club Atlético Patronato | 1:0 | Club Atlético Paraná | Club Don Bosco, Paraná |  |

| Liga Paranaense Clausura 2013; 12 de octubre de 2013 | Club Atlético Paraná | 1:2 | Club Atlético Patronato | Estadio Pedro Mutio, Paraná |  |

| Liga Paranaense Torneo 2014; 21 de abril de 2014 | Club Atlético Paraná | 3:4 | Club Atlético Patronato | Estadio Pedro Mutio, Paraná |  |

| Liga Paranaense Torneo 2014; 22 de agosto de 2014 | Club Atlético Patronato | 1:1 | Club Atlético Paraná | Prebistero Bartolomé Grella, Paraná |  |

| Liga Paranaense Torneo Apertura 2015; 25 de junio de 2015 | Club Atlético Paraná | 0:1 | Club Atlético Patronato | Club Atlético Neuquén, Paraná |  |
|                                                           |                      |     |                         | Árbitro(s): Daniel Zamora     |  |

| Liga Paranaense Torneo Apertura 2015; 6 de julio de 2015 | Club Atlético Patronato | 1:1 | Club Atlético Paraná | Club Atlético Don Bosco, Paraná |  |

| Liga Paranaense Torneo Clausura 2015; 7 de octubre de 2015 | Club Atlético Paraná | 1:0 | Club Atlético Patronato | Club Atlético Neuquén, Paraná |  |

| Liga Paranaense Torneo Clausura 2015; 15 de noviembre de 2015 | Club Atlético Patronato | 1:2 | Club Atlético Paraná                         | Prebistero Bartolomé Grella, Paraná |  |
|                                                               | Marcos Maydana 55'      |     | Adriel Fernández 66' · Leonardo Markosky 91' |                                     |  |

## Tabla comparativa
| Estadísticas                          | Atl. Paraná                                                                | Patronato |
| ------------------------------------- | -------------------------------------------------------------------------- | --- |
| Fecha Fundación                       | 16 de junio de 1907 (117 años)                                             | 1 de febrero de 1914 (111 años) |
| Estadio                               | Pedro Mutio 7.000 espectadores                                             | Presbítero Bartolomé Grella 22.000 epectadores                                                                                               |
| Temporadas en Primera División        | 0                                                                          | 8 (1978, 2016, 2016/17, 2017/18, 2018/19, 2019/20, 2021, 2022)                                                                               |
| Temporadas en Segunda División        | 3 (2015, 2016, 2016/17)                                                    | 7 (2010/11, 2011/12, 2012/13, 2013/14, 2014, 2015, 2023, 2024)                                                                               |
| Participaciones en Torneos Regionales | 8 (1972, 1974, 1976, 1977, 1979, 1980, 1981, 1984)                         | 5 (1969, 1970, 1973, 1978, 1985) |
| Temporadas en Tercera División        | 4 (2014, 2017/18, 2018/19, 2022)                                           | 15 (1988/89, 1989/90, 1990/91, 1992/93, 1993/94, 1994/95, 1995/96, 1996/97, 1997/98, 1998/99, 1999/2000, 2000/01, 2001/02, 2008/09, 2009/10) |
| Temporadas en Cuarta División         | 8 (2000/01, 2001/02, 2003/04, 2005/06, 2010/11, 2011/12, 2012/13, 2013/14) | 6 (2002/03, 2003/04, 2004/05, 2005/06, 2006/07, 2007/08)                                                                                     |
| Temporadas en Quinta Division         | 4 (2004/05, 2006/07, 2008/09, 2009/10)                                     | 0 |
| Parcipaciones en Copa de la República | 0                                                                          | 2 (1943, 1945) |
| Títulos de Liga Paranaense            | 22                                                                         | 33 |
| Categoría actual                      | Torneo Regional Amateur                                                    | Primera B Nacional |

## Clásico histórico
Es el duelo que enfrenta al Club Atlético Paraná con el Club Atlético Belgrano, el cual es considerado como clásico histórico de la Liga Paranaense de Fútbol, por tratarse de los dos clubes más antiguos de los que en la actualidad participan en dicha Liga.
Si bien tuvieron numerosos enfrentamientos en el ámbito liguista, esta rivalidad también supo traspasar las fronteras de la Liga, llegando al ámbito nacional de las categorías de ascenso, siendo recordados sus enfrentamientos en el Torneo Argentino B o bien, en el actual Torneo Regional Federal Amateur, el cual tendrá nuevos capítulos a partir de la temporada 2023-24.
Las principales estadísticas entre Atlético y Belgrano, muestra que jugaron 12 partidos por la cuarta división del fútbol argentino para equipos indirectamente afiliados (Argentino B, Federal Amateur) y uno por Copa Argentina, con una diferencia ampliamente favorable para el Atlético, con 8 victorias, 4 empates y una sola victoria para Belgrano. Cabe destacar que el partido por Copa Argentina, finalizó empatado en los 90 minutos reglamentarios, pero se terminó definiendo a favor de Atlético, mediante tiros desde el punto penal.

### Estadísticas
| Historial Atlético-Belgrano                        | Historial Atlético-Belgrano | Historial Atlético-Belgrano | Historial Atlético-Belgrano | Historial Atlético-Belgrano | Historial Atlético-Belgrano | Historial Atlético-Belgrano | Historial Atlético-Belgrano |
| Torneos                                            | PJ                          | Ganó AP                     | PE                          | Ganó BP                     | Goles AP                    | Goles BP                    | Ref.                        |
| -------------------------------------------------- | --------------------------- | --------------------------- | --------------------------- | --------------------------- | --------------------------- | --------------------------- | --------------------------- |
| Torneo Argentino B Torneo Regional Federal Amateur | 12                          | 8                           | 3                           | 1                           | 16                          | 10                          | [ 18 ]                      |
| Copa Argentina                                     | 1                           | 0 *                         | 1                           | 0                           | 0                           | 0                           | [ 18 ]                      |
| Totales                                            | 13                          | 8                           | 4                           | 1                           | 16                          | 10                          | [ 18 ]                      |

* : Partido empatado al cabo de los 90 minutos reglamentarios y definido por penales a favor de Atlético Paraná, por 5-4.